# Kortemark-Elle
Kortemark-Elle (kortweg Elle) is een wijk van de plaats Kortemark in de Belgische provincie West-Vlaanderen. Het ligt op de weg tussen Kortemark en Gits, op het grondgebied van hoofdgemeente Kortemark. De wijk is gedurende de jaren aanzienlijk gegroeid vanuit het gelijknamige gehucht.
Bewoners worden Ellenaars genoemd.

## School
In de wijk is Vrije Basisschool 't Ellebloempje gelegen. Dit is een vrije basisschool met een kleuter- en lagere afdeling.